# Cratere Stefania
Stefania  è un cratere sulla superficie di Venere.